# Tiangou

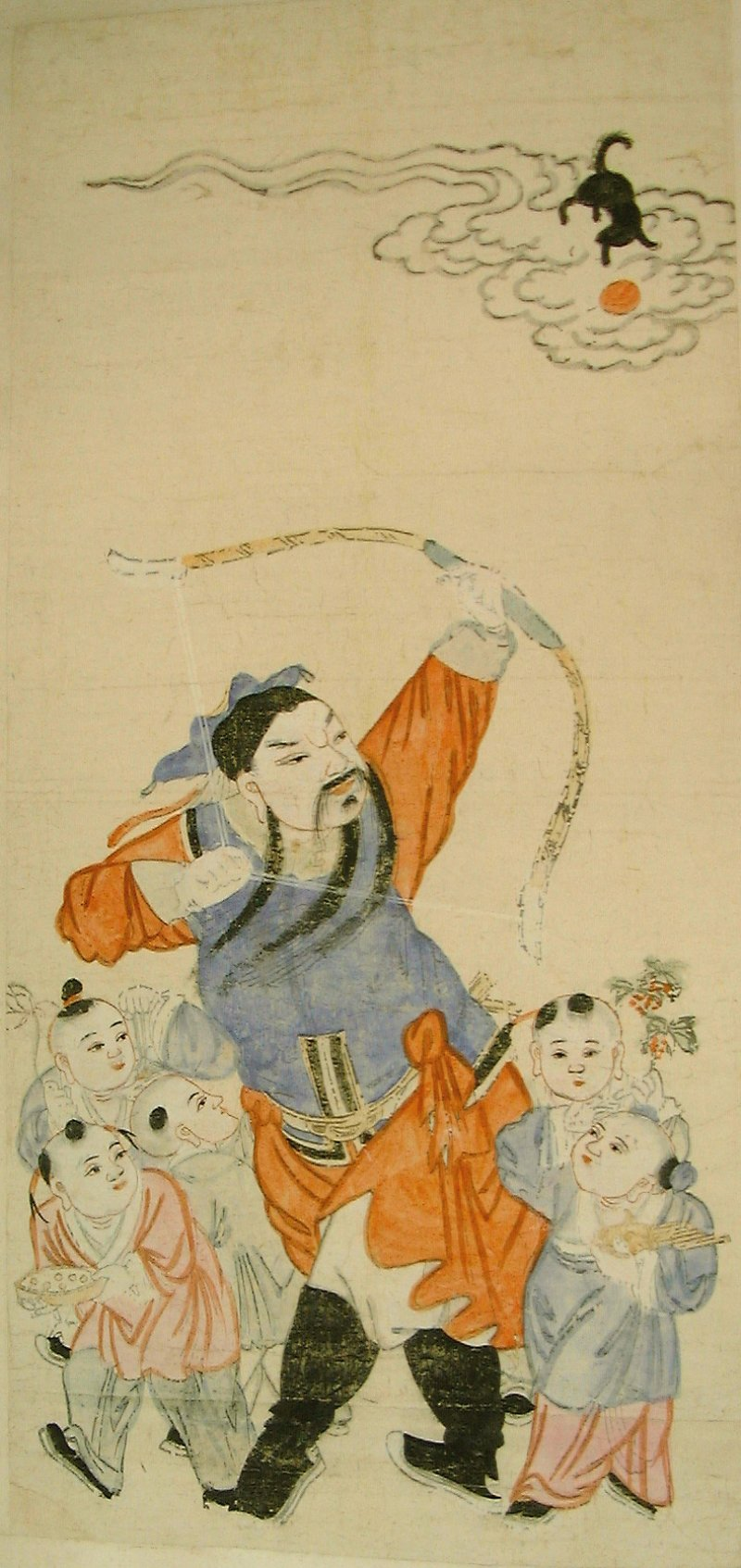
Zhang Xian 张仙 schießt auf einen Himmelshund (tiangou)

Der Himmelshund (chinesisch 天狗, Pinyin tiāngoǔ, W.-G. T'ien-kou, englisch Heavenly Hound) ist ein chinesisches Fabelwesen. Sonnen- und Mondfinsternisse wurden im alten China auf ihn zurückgeführt, weil er sie gefressen hätte. Der Tiangou markiert den Drachenpunkt, der Drache ist das analoge Konzept der frühen arabisch-europäischen Astronomie.